# Promops
Promops är ett släkte av däggdjur som ingår i familjen veckläppade fladdermöss. Släktet utgörs av två arter som förekommer i Central- och Sydamerika.
Arter och utbredning enligt Wilson & Reeder (2005) samt IUCN:
- Promops centralis, från Mexiko till Nicaragua samt från norra Colombia till norra Argentina. Arten lever även på Trinidad och Tobago.
- Promops nasutus, från centrala Colombia och centrala Venezuela till norra Argentina.

Dessa fladdermöss blir 60 till 90 mm långa (huvud och bål), har en 45 till 75 mm lång svans och väger cirka 14 till 17 g. Underarmarna är 43 till 63 mm långa. Pälsens färg på ryggen varierar mellan brun- och svartaktig och framsidan är vanligen blekare. Kännetecknande är det korta breda huvudet med ett avrundat täcke. Individernas öron möter varandra på främre hjässan. Broskiga utskott vid fötterna (calcar) är långa och når nästan fram till svansen.
Levnadssättet är främst känt för Promops centralis. Den förekommer i olika habitat och vilar i trädens håligheter, bakom stora blad eller sällan i hustak. I Anderna och andra bergstrakter når arten 1800 meter över havet. Vid viloplatsen bildas mindre flockar. Enligt de studier som finns jagar arterna insekter och per kull föds en unge.